# Värtabanan

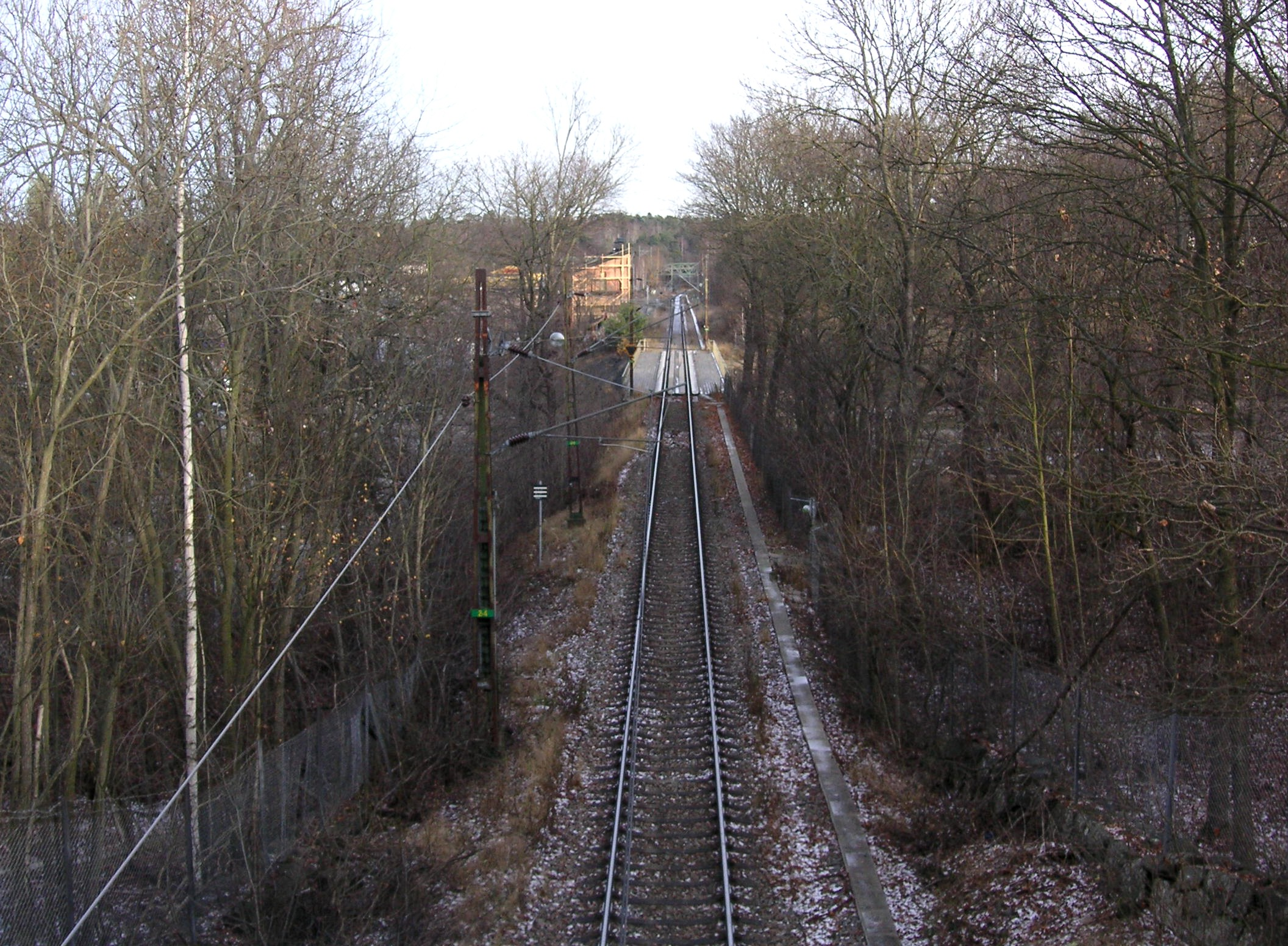
Värtabanan i Bellevueparken

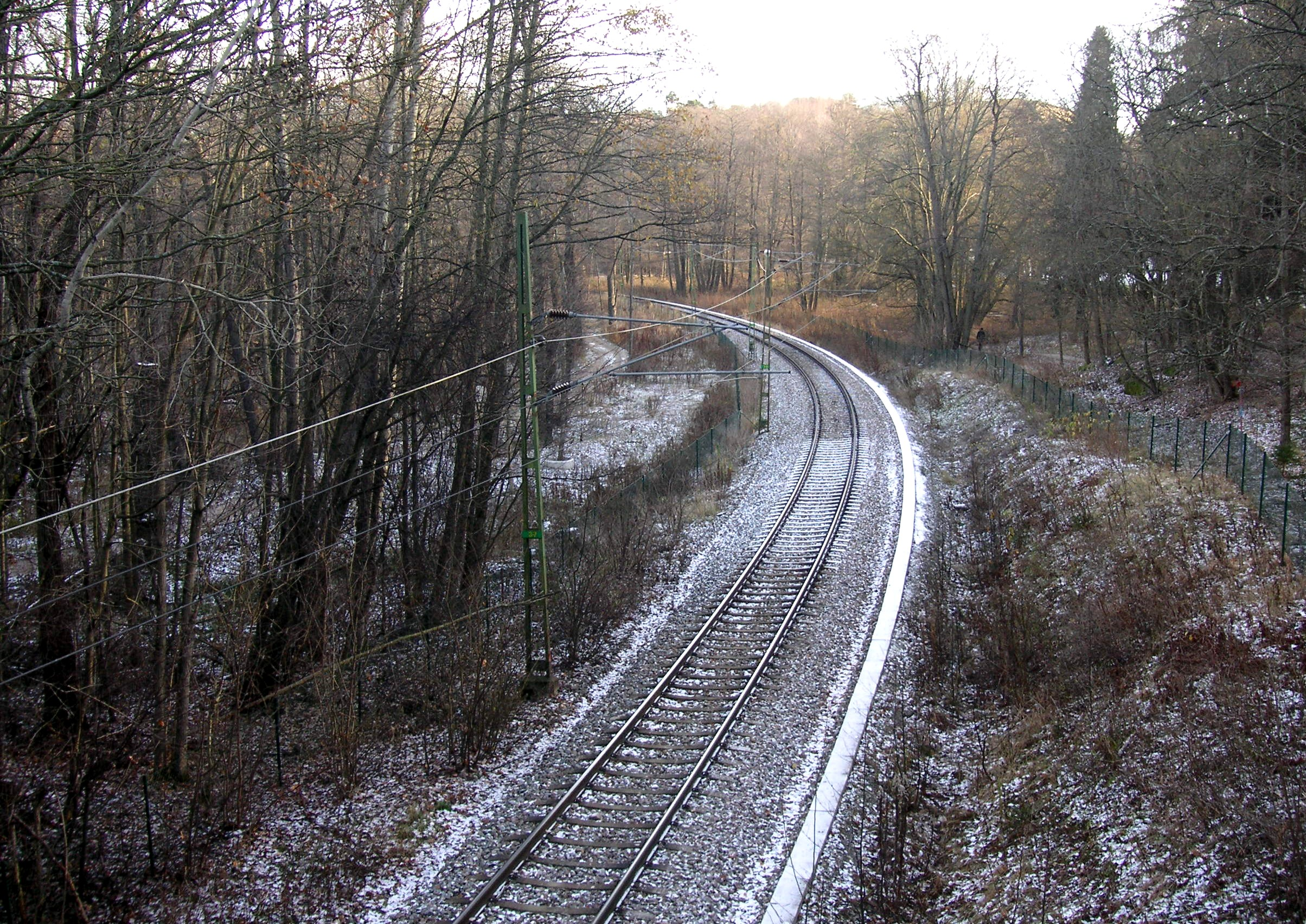
Värtabanan vid Uggleviken

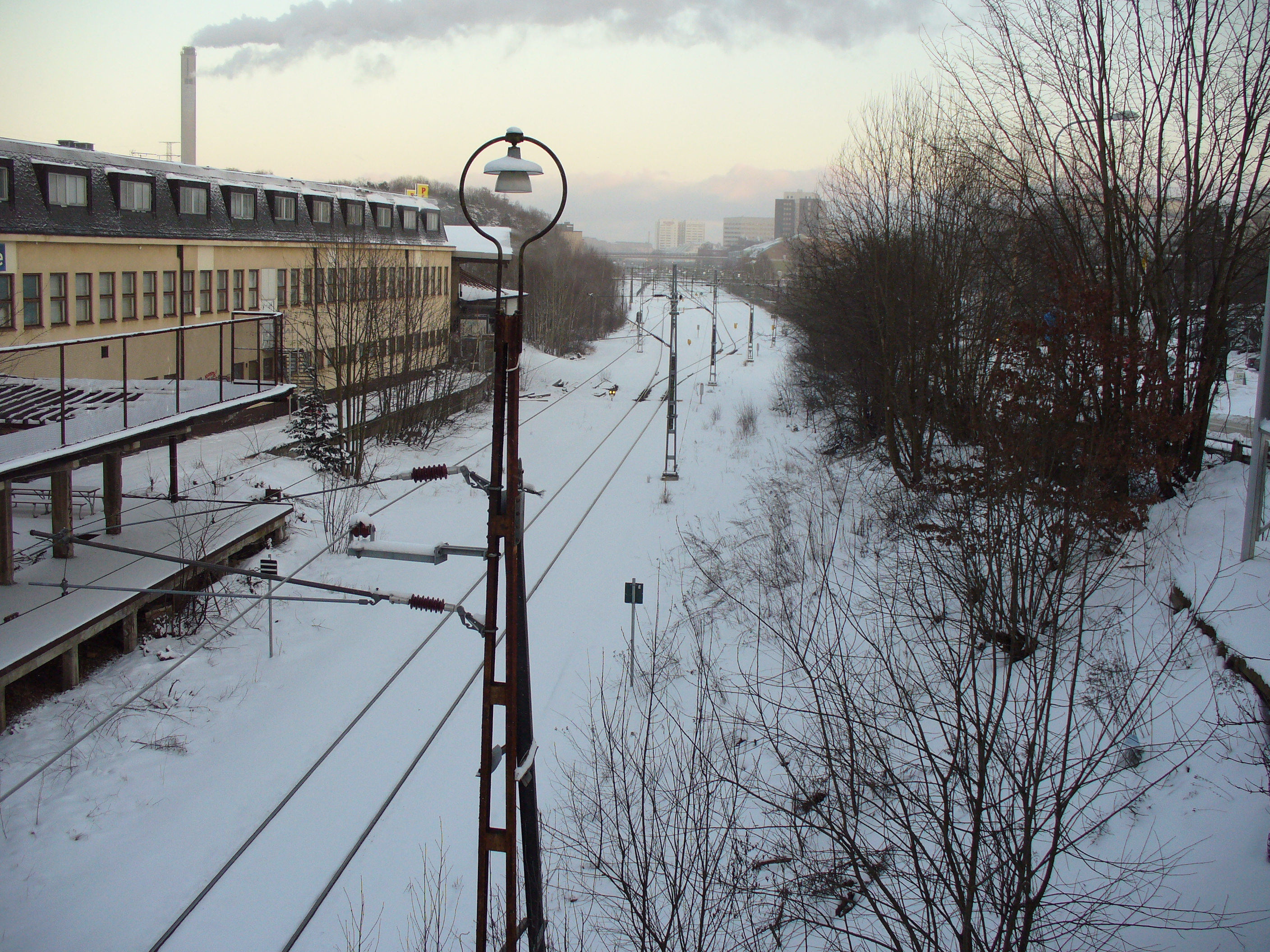
Värtabanan vid Storängsbotten

Värtabanan är en järnväg strax norr om centrala Stockholm som går från Tomteboda via Norra Djurgården till Värtans bangård. Därifrån fanns det tidigare industrispår mot Frihamnen med Containerterminalen och till oljehamnen vid Loudden, dessa spår revs i början av 2020-talet. I Värtahamnen finns det en tågfärjeramp. Utöver anslutningen i Tomteboda finns även en anslutning till Värtabanan vid Karlberg som fungerar som triangelspår.

## Historia
Värtabanan byggdes av staten med anslutningar både från Karlbergs station och från Tomteboda station varifrån Värtabanan drogs planskilt under Norra Stambanan till Värtan mellan åren 1879-1882 i dåvarande norra utkanten av Stockholm. Karlbergs station och Tomteboda station kom båda att uppföras och togs i drift för första gången vid Värtabanans tillkomst. Banan invigdes den 15 maj 1882. Banan går genom Nationalstadsparken och skulle sannolikt inte idag få byggas annat än i tunnel, som bilvägen Norra länken byggs.
Banan blev snart en av Sveriges mest trafikerade järnvägar, varje år åkte nästan 26 000 personer på banan och 84 500 ton gods fraktades på godsvagnar till och från hamnen. Spårvägen till Värtan (Tegeluddsvägen) öppnade dock 1905 och 1907 förlängdes den till Ropsten via Lidingövägen som därmed fick direktförbindelse med Centralstation. Denna konkurrens gjorde att persontrafiken på Värtabanan upphörde den 15 april 1913. Efter det har endast godstransporter förekommit med undantag för militära persontransporter fram till 1918.
Banan byggdes till Värtahamnen dels för att Statens Järnvägar behövde en saltsjöhamn som kunde ta emot stenkol till ångloken, dels för att ta emot allmänt tungt gods. På Värtans, Frihamnens och Louddens hamnområde finns det drygt fem mil järnvägsspår. Transporterna från Loudden har upphört.
Vid Albano korsar banan Roslagsbanan, som går ovanför på en viadukt. Fram till 1990-talet fanns även ett anslutningsspår till Stockholms östra, vilket utgjorde smalspåriga Roslagsbanans enda förbindelse med det normalspåriga järnvägsnätet. Någon egentlig trafik kunde inte gå däremellan på grund av spårviddsskillnad, med det var möjligt att köra fram enstaka vagnar på överföringsvagnar. X10p-tågen levererades över spåret, liksom även ångloket Stortysken för museitågkörningar på Roslagsbanan.
När Lidingöbron blev färdig 1925 förlängdes Lidingöbanorna (Norra Lidingöbanan och Södra Lidingöbanan) till Ropsten. De anslöts till Stockholms spårvägsnät och till Värtabanan för godstrafik till Gåshaga på Lidingö mellan 1926 och 1983. Anslutningen är numera borttagen och den gamla Lidingöbron riven.
Industrispår väster om Hjorthagen till Husarviken och Värtagasverket fanns redan före år 1900. Senare byggdes ytterligare ett spår till Husarviken förbi Ropsten. Det fanns också industrispår till Värtaverket. Det mesta har rivits.
Banan användes för elektrisk provdrift mellan 1905 och 1908.
Mellan 1967 och 1975 fanns det en tågfärja till Nådendal i Finland och 1989 startades tågfärjan till Åbo. SealRails tågfärjetrafik med gods till Åbo omfattade 10 000 vagnar per år, men minskade och upphörde vid årsskiftet 2011/12.
Den 13 augusti 2018 invigdes en ny 720 meter lång tunnel för Värtabanan som frigör mark för nya Hagastaden.

## Upprustning
Under 2003 rustades Värtabanan upp. Bland annat fick banan ATC samt helsvetsat spår på makadamballast. Kontaktledningen moderniserades. Även broarna vid Norrtull samt Roslagstull ersattes av nya för att möjliggöra tyngre trafik samt höja banans STH till 70 km/h

## Trafik
Sedan containerverksamheten i Frihamnen flyttat till Norvikudden norr om Nynäshamn 2020, används banan nästan uteslutande för transporter av biomassa till Värtaverket.
Det förekommer sällsynt persontrafik med chartertåg till Finlandsfärjorna eller Lidingöloppet. Det förekommer också att persontågsätt vänds vid Norra Station i och med Värtabanans funktion som ett triangelspår vilket möjliggör vändning av felvända tågsätt.  Närmaste triangelspår finns i Katrineholm samt Kolbäck. Det förekommer även en hel del växlingsrörelser mellan Värtan och Tomteboda och Hagalund, främst ensamma lok. Dessa rörelser sker som växling på huvudspår.

### Stationer som fanns för persontrafik
- Karlbergs station, 3 november 1882 - 10 juli 2017. Använd för annan persontrafik efter 1913.
- Tomteboda station, 1882 - 1910-talet. Stationen nedlagd för att stationshuset blev helt ombyggt av spår på alla sidor.
- Norrtulls station
- Stallmästargården, 21 juli 1882 - 15 november 1893
- Albano, 15 maj 1882 - 30 september 1913, därefter godstrafik till 1969.
- Ugglevikskällan, 21 juli 1882 - våren 1903
- Skuggan, 15 april 1884 - 30 september 1913. Bar även namnet Kattrumpedalen
- Värtan, 15 maj 1882 - 30 september 1913. Används numera som kontor.